# Mount Hugh Neave
Mount Hugh Neave är ett berg i Kanada.   Det ligger i provinsen British Columbia, i den centrala delen av landet, 3 300 km väster om huvudstaden Ottawa. Toppen på Mount Hugh Neave är 2 829 meter över havet. Mount Hugh Neave ingår i Cariboo Mountains.
Terrängen runt Mount Hugh Neave är huvudsakligen bergig, men åt nordost är den kuperad.Trakten runt Mount Hugh Neave är nära nog obefolkad, med mindre än två invånare per kvadratkilometer.. Det finns inga samhällen i närheten.
I omgivningarna runt Mount Hugh Neave växer i huvudsak barrskog.